# Ždiare
Ždiare (słow. Sedlo Ždiare; 972 m n.p.m.) – przełęcz w Górach Czerchowskich w północno-wschodniej Słowacji. W dawniejszej literaturze słowackiej jako Sedlo Forgáčky.

## Położenie, charakterystyka
Przełęcz znajduje się w głównym grzbiecie Gór Czerchowskich, w miejscu, w którym lokalnie wybrzusza się on nieznacznie w kierunku południowym, pomiędzy szczytami Forgáčka (1025 m n.p.m.) od strony wsch. i Hyrová (1071 m n.p.m.) od strony zach. Siodło przełęczy dość płytkie, szerokie (zwłaszcza po stronie wsch.) i płaskie, stoki opadające spod przełęczy niezbyt strome. W kierunku pn. spod przełęczy spływa jeden ze źródłowych potoków Topli, natomiast w kierunku pd. - Milpošský potok, lewobrzeżny dopływ Torysy. Otoczenie przełęczy porastają lasy, na samym siodle niewielka polana z pojedynczymi drzewami.

## Znaczenie komunikacyjne
Przełęcz nie ma większego znaczenia komunikacyjnego. Prowadzi przez nią jedynie leśna droga z Livovskej Huty na pn. do Milpoša na pd.

## Turystyka
Głównym grzbietem Gór Czerchowskich przez przełęcz biegną niebieskie  znaki szlaku turystycznego z Minčola na Čergov. Od strony pd. na przełęcz wyprowadzają znaki  żółte z Kamenicy oraz znaki  zielone (pierwotnie: czerwone) z Červenicy pri Sabinove w dolinie Torysy.